# Pyrrhospora fuscisidiata
Pyrrhospora fuscisidiata är en lavart som beskrevs av Aptroot & Wolseley. Pyrrhospora fuscisidiata ingår i släktet Pyrrhospora och familjen Lecanoraceae.   Inga underarter finns listade i Catalogue of Life.